# Пирме, Октав
Фернан Октав Пирме (фр. Octave Pirmez; 19 апреля 1832, замок Пирме, Шатле, Бельгия — 1 мая 1883, замок Ако, провинция Эно, Бельгия) — бельгийский писатель, один из деятелей бельгийского литературного возрождения. Писал на французском языке.

## Биография
Большую часть жизни провёл в своём замке, прерываясь на неторопливые путешествия по Франции, Германии и Италии.
Писатель-мистик, последователь французских романтиков Шатобриана, Гюго и Ламартина, находился под влиянием идей Жан-Жака Руссо. Благодаря верному отражению жизни в своих произведениях, занимает выдающееся место в новой бельгийской литературе.
Произведения Пирме, написанные в поэтическом стиле, содержат философские размышления, вдохновленные идеями Монтеня, Паскаля и писателей-романтиков (сборник Jours de solitude, 1862).
Взгляд на человека в его произведениях пессимистичен, так как Пирме считал, что человеческий разум не способен контролировать чувства и страсти. Отличительной чертой работ писателя является его стилистическая элегантность и чистота.
Его перу принадлежит ряд рефератов, писем и статей по литературным дискуссиям (например, Pensées et maximes (1862; «Мысли и максимы») и Heures de philosophie (1873; «Время мысли»).
Работы писателя во многом повлияли на возникновение в начале 1880-х годов литературного объединения «Молодая Бельгия».

## Избранные произведения
- «Les Feuill ées, pensé es et maximes» (1862, 4-е изд. 1881),
- «Victor Hugo» (1863),
- «Souvenir de Rome» (1865),
- «Jour de Solitude» (1869, 4-е изд., П., 1883),
- «Heures de philosophie» (посл. изд. 1881),
- «Remo; souvenir d’un fr ère» (1880),
- «Lettres à José» (1884)[4].